# ELSA Technology
Das taiwanische Unternehmen ELSA Technology Inc. (chinesisch 艾爾莎科技, Pinyin Àiěrshā kējì) wurde 2003 gegründet und ist ein Hersteller von Grafikkarten, Hauptplatinen und LED-Technologie mit Sitz in Taipeh.
Die Wurzeln der Marke liegen in Deutschland. Die ELSA GmbH (Abkürzung für Elektronische Systeme Aachen), später ELSA AG, war ein deutscher Hersteller von Computerzubehör wie Modems und Grafikkarten. Die Aktien der Gesellschaft wurden von Mitte 1998 bis 2002 am Neuen Markt gehandelt.
Die Insolvenz des Unternehmens 2002 führte zu Ausgründungen, Nachfolgeunternehmen und dem Verkauf des Markennamens.

## Geschichte

### Gründung

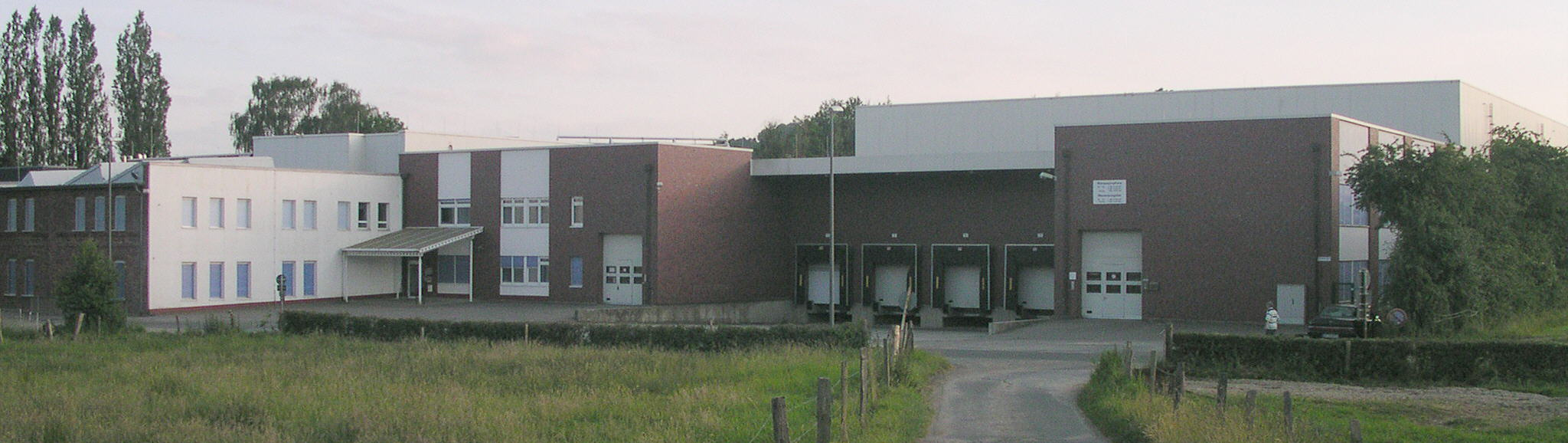
Ehemaliges ELSA-Gelände (heute Gewerbepark Sonnenweg) in Aachen

Die ELSA Gesellschaft für elektronische Systeme mbH wurde am 11. Dezember 1980 von Klaus Langner und Andreas Steinkopf zur Entwicklung von Industrieelektronik gegründet und am 9. Januar 1981 mit einem Stammkapital von 20.000 DM in das Handelsregister beim Amtsgericht Aachen eingetragen. Der damalige Standort war in Würselen, bevor man zunächst nach Stolberg und schließlich nach Aachen umzog. Der erste in Deutschland zugelassene Modem, der nicht von der Deutschen Bundespost stammte, wurde von ELSA entwickelt. 1988 kostete das Modell MicroLink 2400M 1.950 DM.
1986 stieß der Elektrotechnikstudent Theo Beisch, der sich mit der Herstellung von Grafikbeschleunigern beschäftigte, zu Langner und Steinkopf, und das Produktprogramm wurde um Computergrafik erweitert. Die Produkte hatten aufgrund ihrer hochwertigen Technik und Zuverlässigkeit bald einen guten Ruf, was dem Unternehmen zu rascher Expansion verhalf. Ab 1989 eröffnete ELSA mehrere Filialen in den USA, Taiwan und Japan. 1995 schied Klaus Langner aus dem Unternehmen aus, um den Internetprovider GINKO aufzubauen, der später von QSC übernommen wurde.

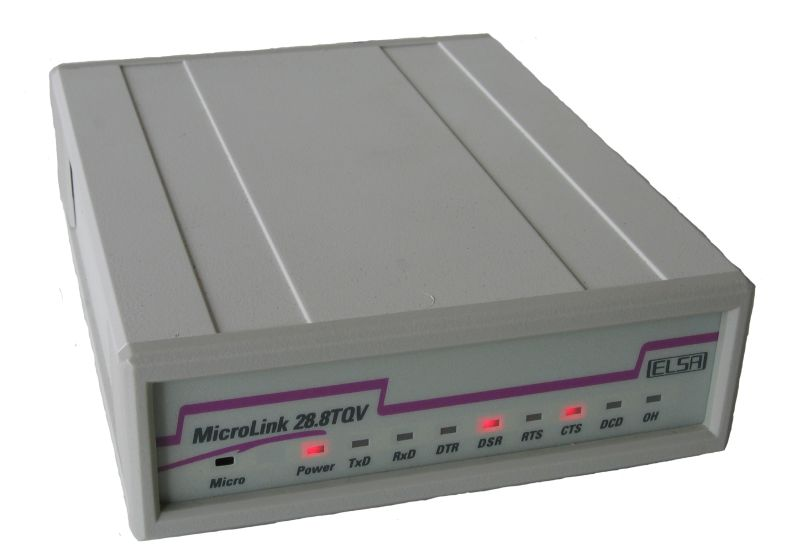
Modem „Microlink 28.8 TQV“ aus dem Jahr 1996 (damaliger Preis ca. 280 DM)

Erfolgreich war ELSA im Bereich Datenübertragung mit Modems, ISDN-Adaptern und WLAN-Geräten sowie in der Computergrafik mit Grafikkarten und Monitoren. Das Unternehmen konnte den Absatz steigern, indem es Hardware frühzeitig mit optimierter Software (Treiber) für Windows-Betriebssysteme anbot. Der Aufwand der Software-Entwicklung übertraf dabei häufig den der Hardware-Entwicklung. Durch dieses branchenuntypische Vorgehen erwarb sich ELSA in den neunziger Jahren den Ruf eines Qualitätsherstellers und errang viele Testsiege in deutschsprachigen Fachmedien. Kombiniert mit intensiver Pressearbeit führte das über ein Jahrzehnt lang zu einem beständigen und mediengetriebenen Geschäftserfolg, vor allem mit den Produkten MicroLink (Modem), LANcom (Netzwerktechnik), XHR, GLoria, Winner, Erazor und Gladiac (Grafikkarten) sowie Ecomo (CAD-Monitore).

### ELSA AG

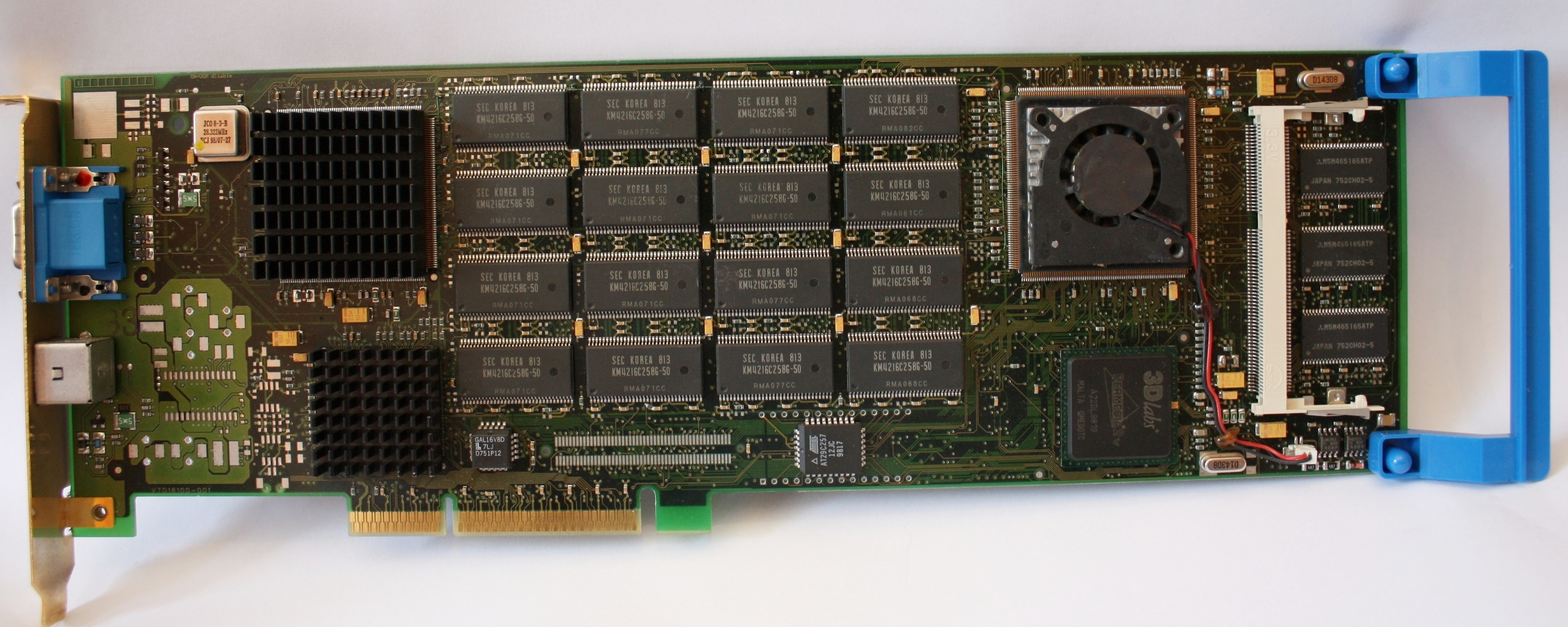
AGP-Grafikkarte „Gloria XXL“ aus dem Jahr 1998

Mitte Juni 1998 folgte der Börsengang der ELSA AG am „Neuen Markt“ der Deutschen Börse. In den ersten Handelstagen stieg der Aktienkurs 86 % über den Emissionskurs, fiel aber bis Ende 1998 unter den Emissionskurs zurück. Infolge von Expansionsbestrebungen mit viel Fremdkapital geriet die Firma in finanzielle Schwierigkeiten. Mit dem fallenden Aktienkurs verloren auch Kleinanleger viel Geld. Ende 2001 war die Aktie nur noch wenige Euro Wert. Im Februar 2002 meldete das Unternehmen Insolvenz an. Der Insolvenzverwalter wird mit den Worten zitiert, das Unternehmen sei „finanziell ausgeblutet“ gewesen. Ende April 2002 wurde die Firma gelöscht.

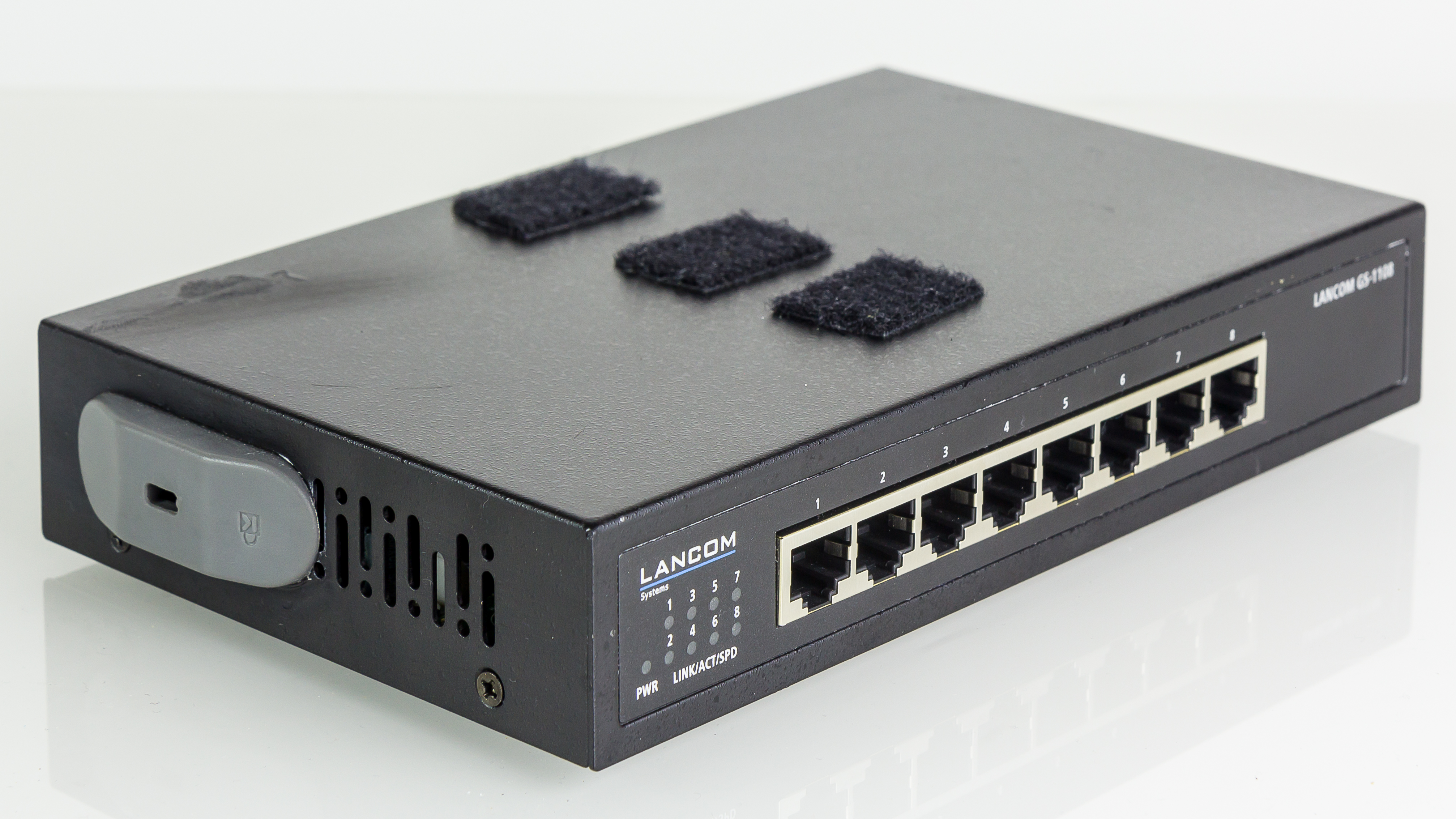
8-Port Gigabit Ethernet Switch von LANCOM

Aus Teilen des insolventen Unternehmens entstanden durch Management-Buy-out neue Firmen wie die Firma Devolo von Heiko Harbers zur Weiterführung der Datenübertragungssysteme für Endverbraucher und die LANCOM Systems GmbH von Ralf Koenzen, die die professionelle Telekommunikationstechnik übernahm. Ehemalige Mitarbeiter der ELSA gründeten auch neue Unternehmen wie AixSolve und neguTec. Die Rechte am Markennamen ELSA wurden 2003 an taiwanische Investoren verkauft, die in Taiwan die Firma ELSA Technology Inc. gründeten.
Aus den Resten der ELSA AG wurde im August 2002 die Neue ELSA GmbH von Theodor-Josef Beisch (dem Cousin von Theo Beisch) und Falk W. Spahn gegründet. Diese war von Anfang an in finanziellen Schwierigkeiten und zahlte zeitweise monatelang keine Gehälter. Weil die neue Firma nicht die Rechte am Markennamen ELSA hatte, wurde ihr Markenmissbrauch vorgeworfen, und ihr wurde im November 2003 eine Geldstrafe auferlegt. 2004 wurde die Firma liquidiert.

### ELSA Technology GmbH
Fast gleichzeitig mit dem Ende der Neuen ELSA gründete die taiwanische ELSA Technology Inc. die ELSA Technology GmbH in Würselen als Europazentrale des Unternehmens unter der Leitung von Olaf Liebelt und Franklin Chang. Das Produktportfolio beschränkte sich weitgehend auf Grafikkarten. Auch die ELSA Technology GmbH besteht inzwischen nicht mehr.
In Taiwan ist das Unternehmen ELSA Technology Inc. nach wie vor aktiv. Ihr Schwerpunkt liegt inzwischen im Bereich LED-Technik. Auch in Japan gibt es noch einen aktiven Ableger von ELSA, die ELSA Japan Incorporation. Sie wurde 1997 als Joint Venture mit der ELSA AG gegründet und vertreibt bis heute in Japan Computerkomponenten wie Grafikkarten, Thin-Clients, VR-Headsets und Geräte des britischen Unternehmens Datapath Ltd.

## Produktgalerie

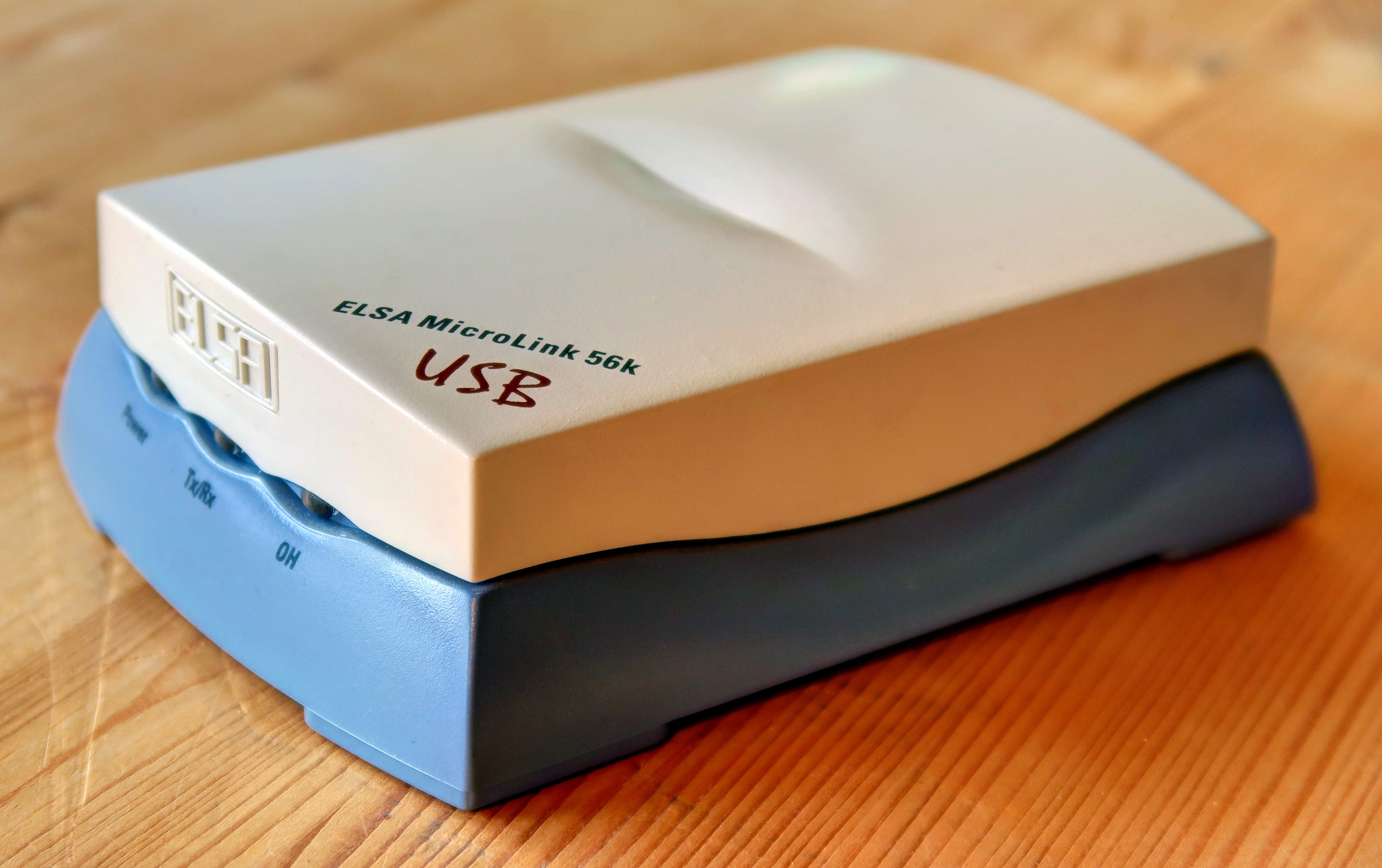
USB-Modem ELSA „MicroLink 56k“ (1999)
- Elsa Microlink 33.6 TQV, Einwahl zu T-Online (im Jahr 2010)